# Teatre Municipal (Palma)
El Teatre Municipal de Palma (darrerament conegut també com a Teatre Municipal del Passeig de Mallorca de Palma per no confondre'l amb el Teatre Municipal Xesc Forteza de Palma) és un teatre situat en el Passeig de Mallorca de Palma (Illes Balears). Va ser construït entre 1963 i 1965 i projectat per l'arquitecte Manuel Casanella Domènech. Entre el 1981 i 1984, va passar a ser controlat directament per l'ajuntament de Palma. Després d'una reforma amb profunditat, va ser reinaugurat el gener de 1994. Disposa de 224 seients (Platea): 173 butaques i Amfiteatre: 51 butaques)